# Alexander Hennig
Alexander Hennig (* 17. September 1977 in Bonn) ist ein deutscher Wirtschaftswissenschaftler und Autor.

## Ausbildung
Nach Abitur und Zivildienst studierte er Betriebswirtschaftslehre an der Berufsakademie Mannheim, der heutigen Dualen Hochschule Baden-Württemberg in Mannheim, sowie Volkswirtschaftslehre an der Johannes Gutenberg-Universität in Mainz. Mit einer Arbeit zur westdeutschen Wirtschaftsgeschichte in der Zeit der sozialliberalen Koalition (1969–1982) wurde er an der Johannes Gutenberg-Universität Mainz promoviert.

## Berufliches Wirken
Seit 2008 ist Alexander Hennig Professor an der Dualen Hochschule Baden-Württemberg, zunächst für Betriebswirtschaftslehre und Handelsmanagement am Standort Mosbach und seit 2009 für Volkswirtschaftslehre und Digital Commerce in Mannheim. Dort leitet er den BWL-Studiengang Digital Commerce Management und zuvor lange Jahre den BWL-Studiengang Handel. Er ist Lehrbeauftragter der Europäischen Wirtschaftsakademie in Madrid (Spanien) und der Fachhochschule Campus 02 in Graz (Österreich).
Vor seiner Tätigkeit als Hochschullehrer war er als Geschäftsführer eines Executive MBA-Studiengangs sowie im Einzelhandel tätig. Er war Lehrbeauftragter an verschiedenen privaten und öffentlichen Hochschulen und Universitäten und berät Unternehmen des Einzelhandels und der Dienstleistungsbranche.

## Publikationen
Alexander Hennig ist Fachautor von Publikationen in den Bereichen Volkswirtschaftslehre, Marketing und Management sowie Gutachter der Fachzeitschrift ‚Marketing Review St. Gallen’. Er verantwortet im Gabler Wirtschaftslexikon rund 600 Stichwörter aus den Bereichen Handelsbetriebslehre, Marketing und Vertriebspolitik.
In seiner Forschung, seinen Vorträgen sowie seinen Fernseh- und Presseauftritten setzt er sich mit aktuellen volkswirtschaftlichen Entwicklungen sowie Fragen des Marketings und Konsumentenverhaltens auseinander.

## Veröffentlichungen (Auswahl)
- Marketing – Schritt für Schritt, 6. Auflage, 2021
- Marketing für Elektromobilität, 2020
- Ostmarken im deutschen Lebensmitteleinzelhandel, 2020
- Wirtschaft und IT – 12 Kernfächer mit Aufgaben, Lösungen und Glossar, 2018
- Fiskalpolitik und Staatsverschuldung in den 1970er und 1980er Jahren: Österreich und die BRD im Vergleich, in: S. Karner (Hg.), Festschrift in memoriam Karl W. Hardach, Graz 2016
- Worauf müssen sich Einzelhändler einstellen?, in: handelsjournal, Wirtschaftsmagazin für den Handel, Dezember 2016
- Der Marketing-Manager, 2015
- Öffentliches Recht für Wirtschaftswissenschaftler, 2013 (mit C. Vranckx)
- Kompakt-Lexikon Marketingpraxis, 2.200 Begriffe nachschlagen, verstehen, anwenden, Springer Gabler, 2013 (mit anderen)
- Gabler Wirtschaftslexikon: Die ganze Welt der Wirtschaft: Betriebswirtschaft, Volkswirtschaft, Wirtschaftsrecht, Recht und Steuern, 18. Aufl., Springer Gabler, 2013 (mit anderen)
- Einführung in die Volkswirtschaftslehre und Mikroökonomie, 2. Aufl., 2013 (mit D. Piekenbrock)
- Die Wirtschafts- und Finanzpolitik der Bundesregierungen Brandt und Schmidt, 2012
- 100 Handelskennzahlen, Cometis Verlag, 2011 (mit W. Schneider)
- Zur Kasse, Schnäppchen! Warum wir immer mehr einkaufen als wir wollen, 2010 (mit W. Schneider)
- 100 Kennzahlen der Balanced Scorecard, 2008 (mit anderen)
- 100 Kennzahlen für profitable Kundenbeziehungen, 2008 (mit W. Schneider)
- Lexikon Kennzahlen Marketing u. Vertrieb: Das Marketing-Cockpit von A–Z, 2008 (mit W. Schneider)[6]